# Castelmassa
Castelmassa (Castelmasa in veneto, La Màsa in dialetto ferrarese) è un comune italiano di 4 047 abitanti della provincia di Rovigo in Veneto.
 Si trova all'incrocio fra le regioni Veneto, Emilia-Romagna, Lombardia, ad ovest di Rovigo, capoluogo della provincia.

## Storia
Le prime testimonianze di Castelmassa risalgono all'epoca romana, confermate dai ritrovamenti degli scavi archeologici in località Torricella. Probabilmente poco più che un luogo di sosta nato al congiungimento delle strade via Hatriense e la viso 10 Altinate, rimase attivo fino alla caduta dell'Impero Romano. La successiva testimonianza storica è del 938 data da un documento in cui i feudatari Almerico e Franca donarono la località, l'allora Santa Maria in Basilica, alla Chiesa di Adria.
 Nel 1017 risultava essere di proprietà del Monastero Benedettino di Nonantola e successivamente, dopo l'acquisizione del territorio da parte della contessa Matilde di Canossa venne donata, nel 1101 alla Mensa Vescovile di Ferrara.

### Toponimia
Castelmassa nel corso della sua storia ha cambiato più volte nome in relazione all'annessione o alla divisione con il comune vicino di Castelnovo Bariano. Il nome originario era Massa divenuto poi in seguito Massa Superiore, in quanto il paese con i suoi 12 metri sul livello del mare era il più alto del Polesine. Il nome Massa, ancora utilizzato ora dai paesani come toponimo dialettale del paese, deriva dal latino mansio, che indica luogo di sosta ed in effetti il paese sorge sull'incrocio fra due grandi strade, la via Hatriense e la via Altinate. Dopo un periodo in cui Castelmassa venne chiamato S. Maria in Basilica, il nome Massa andò a significare "insieme di poderi e tenute rurali".

## Monumenti e luoghi d'interesse

### Architetture religiose
- Chiesa di Santo Stefano (XVII secolo)
- Chiesa (o Oratorio) dei Santi Rocco e Sebastiano, in località Ca' Matte
- Oratorio del Santissimo Nome di Maria

### Architetture civili
- Palazzo Civico

Municipio e monumento ai caduti

- Palazzo Bentivoglio, sito nella centralissima piazza Libertà, dimora dei nobili bolognesi risalente al XVI secolo, riportato al suo antico splendore dopo un lungo restauro da parte della famiglia Cazzola, terminato nel 1996.
- Palazzo Crispi Manfredi detta Il Crispo: villa padronale risalente al XVII secolo sita in località Ca' Matte originariamente di proprietà dei marchesi Crispi Manfredi da Montaldo.

### Altri monumenti
- Monumento ai Caduti: l'originale, opera dello scultore veronese Egisto Zago, è andato distrutto nel corso della Seconda Guerra Mondiale.

### Teatri

Teatro Cotogni

- Teatro Cotogni

## Società

### Evoluzione demografica
Abitanti censiti

Nella seconda metà del XX secolo, si è assistito ad una progressiva trasformazione nelle caratteristiche degli abitanti: molti dei residenti più giovani si sono allontanati dalla campagna richiamati dallo sviluppo industriale. Questo fatto ha determinato un progressivo innalzamento dell'età media della popolazione e la scomparsa di alcuni cognomi tra la popolazione residente, quali Valerin e Rizzi.

### Lingue e dialetti
Il dialetto parlato a Castelmassa è di origine emiliana e strettamente connesso al dialetto ferrarese. Nonostante la vicinanza con il ferrarese, il dialetto di Castelmassa possiede delle proprie peculiarità lessicali e fonetiche, peculiarità caratteristiche dei paesi appartenenti alla Transpadana ferrarese.

## Cultura
- Liceo Artistico Bruno Munari.
- Biblioteca Comunale "E. Fornasari".
- Università popolare.

## Geografia fisica
Il paesaggio è completamente pianeggiante ed è confinante a sud con il fiume Po ed il suo argine. Il paese è a sua volta attraversato da alcuni argini minori, fra cui l'Argine Vegri e Argine Valle.
La sera del 17 luglio 2011 alle ore 20.30 Castelmassa è stata epicentro di un terremoto di magnitudo 4,9.

## Infrastrutture e trasporti
Castelmassa è lambita dalla SR482, proseguimento della più nota SR6 Eridania che collega tutti i comuni della sinistra Po dell'Alto Polesine e che permette di raggiungere, proseguendo verso est, il più vicino casello autostradale, Occhiobello sulla autostrada A13. Ad ovest è possibile raggiungere il casello di Mantova Sud della più distante autostrada A22 del Brennero. Verso nord, proseguendo la SR482 ed attraversando i comuni di Ceneselli e Giacciano con Baruchella, si raggiunge la SS434 Transpolesana.

### Trasporto pubblico
Il sistema del trasporto pubblico della città è servito da una linea extraurbana gestita dalla Busitalia-SITA Nord che la collega con il capoluogo Rovigo, Badia Polesine e con l'ospedale di Trecenta.
Esiste inoltre un collegamento con la città di Verona e con Ostiglia (MN), gestito dall'azienda di trasporto pubblico ATV.
Una linea dell'azienda privata Brenzan collega il paese con Sermide, favorendo l'interscambio con la linea ferroviaria Fer "Suzzara-Ferrara"

### Ferrovie
Pur se non direttamente servita da una linea ferroviaria, a pochi chilometri in direzione sud è presente la stazione di Sermide della ferrovia Suzzara-Ferrara.

### Trasporto fluviale

Il fiume Po a Castelmassa

### Aeroporti
Tramite le arterie stradali sono raggiungibili con facilità gli aeroporti di Bologna e di Verona.

## Sport
La principale squadra di calcio della città è l'SC Altopolesine che milita nel girone I veneto di 2ª Categoria

## Amministrazione
| Periodo | Periodo   | Primo cittadino     | Partito                            | Carica  | Note |
| ------- | --------- | ------------------- | ---------------------------------- | ------- | ---- |
| 1995    | 1999      | Giuliana Gulmanelli | Partito Democratico della Sinistra | Sindaco |      |
| 1999    | 2004      | Giuliana Gulmanelli | Democratici di Sinistra            | Sindaco |      |
| 2004    | 2009      | Argia Savioli       | Lista Civica (Centro-sinistra)     | Sindaco |      |
| 2009    | 2014      | Eugenio Boschini    | Lista Civica (Centro-destra)       | Sindaco |      |
| 2014    | 2019      | Eugenio Boschini    | Lista Civica (Centro-destra)       | Sindaco |      |
| 2019    | 2024      | Luigi Petrella      | Lista Civica (Centro-destra)       | Sindaco |      |
| 2024    | in carica | Federico Ragazzi    | Lista Civica (Centro-destra)       | Sindaco |      |